# Wild trieben es die alten Hunnen
Wild trieben es die alten Hunnen ist eine italienische Filmkomödie von Franco Castellano und Giuseppe Moccia aus dem Jahr 1982. Auf DVD wurde sie unter dem Titel Als die Frauen noch Schwänze hatten 4 veröffentlicht.

## Handlung
Vor 2000 Jahren lagern die Hunnen nördlich von Mailand. Während eine kleine Horde auf Schweinejagd ist, zerstören Römer ihr Dorf und nehmen alle Frauen mit. Die Hunnen müssen bei ihrer Rückkehr feststellen, dass auch sämtliche Pferde geraubt wurden. So beschließt ihr König, nach Rom zu marschieren und sich zu rächen.
Die Zauberin Columbia sagt dem Hunnenkönig voraus, dass ein sagenhafter König namens Attila einen ruhmreichen Feldzug gegen die Römer führen wird. Der König nennt sich ab diesem Zeitpunkt Attila. Derweil kann die Hunnin Uraia fliehen, als sie der Feldherr Fusco Cornelio verführen will. Auch sie begegnet Columbia, die ihr aufträgt, Attila zu unterstützen, und ihr ein magisches Schwert übergibt. Attila und sein Gefolge töten an einem Grenzposten alle römische Soldaten und marschieren weiter, als Uraia zu ihnen stößt. Doch Attila tauscht sie gegen eine Schifffahrt bis kurz vor Rom ein, so dass Fusco sie wieder festnehmen kann. Bei einer Hochzeitszeremonie kann sie jedoch wieder fliehen und Attila zu Hilfe eilen. Der überfällt inzwischen eine römische Siedlung und zerstört anschließend einen Aquädukt.
Vor den Toren Roms sucht Senator Fabio Massimo nun das Gespräch mit Attila und bittet ihn, gegen Gold und ein Fass Wein, der mit Rauschgift vermengt ist, seinen Feldzug gegen Rom zu beenden. Die völlig berauschten Hunnen werden von den Römern umstellt und angegriffen. Attila, Uraia und ein weiterer Hunne überleben und fliegen mit einem Heißluftballon davon. Da dieser jedoch zu schwer ist, wirft Attila seinen Gefolgsmann über Bord und küsst Uraia.

## Kritik
„Zerdehnte Nummernfolge, die die Historie im Stile der Asterix-Serie persiflieren soll. Fortlaufende Anachronismen, einige aufgesetzte Anleihen bei der Fantasy-Welle und bis zur Peinlichkeit dumme Kalauer machen diese Klamotte zu einem ärgerlichen Mißvergnügen.“

„„Als die Frauen noch Schwänze hatten 4“ fährt zwar unter falschem Namen, doch den Zuschauer erwartet ein Blödelklassiker aus den frühen 80er Jahren. Hirnrissig, blöd, aber genial daneben präsentieren sich herrliche sinnfreie knapp 90 Minuten. Auf der technischen Seite überwiegt der positive Eindruck beim Bild.“